# Ступницький Леонід Васильович
Леонід Васильович Ступницький (23 березня 1914, село Романівка, тепер Попільнянський район, Житомирська область — 2 січня 1984, Львів) — український журналіст і публіцист, відповідальний редактор газети «Вільна Україна» (Львів) у 1955—1975 роках. Депутат Львівської обласної ради кількох скликань. Член Спілки журналістів УРСР, голова правління Львівської обласної організації Спілки журналістів УРСР.

## Життєпис
Народився в родині робітника київського заводу «Арсенал». У 1930 році закінчив семирічну школу.
У 1930 році переїхав на Донбасі, де до 1931 року працював робітником ливарного цеху Григор'євського заводу гірничого устаткування (місто Сталіно).
У 1931—1933 роках — студент Київського кооперативно-книжкового технікуму. У 1933 році відкликаний комсомолом і посланий на педагогічні курси.
Після закінчення педагогічних курсів з 1933 року вчителював на Житомирщині. 
У 1937—1940 роках навчався в Українському комуністичному інституті журналістики в Харкові.
У 1940 році — кореспондент редакції житомирської обласної газети.
З листопада 1940 до 1946 року служив у Червоній армії. Учасник німецько-радянської війни з жовтня 1941 року. З червня 1942 року — командир навчальної роти 65-го окремого полку зв'язку. Воював на Брянському, Прибалтійському, 1-му Прибалтійському, Ленінградському фронтах.
Член ВКП(б) з травня 1942 року.
У 1946—1949 роках — редактор золочівської міської газети «Серп і Молот» Львівської області.
У 1949—1952 роках — слухач Вищої партійної школи при ЦК КП(б)У в Києві.
У 1952—1953 роках — завідувач сектора преси Львівського обласного комітету КПУ.
У 1953—1955 роках — заступник редактора обласної газети «Вільна Україна» (Львів).
У жовтні 1955 — грудні 1975 року — відповідальний редактор львівської обласної газети «Вільна Україна». Голова правління Львівської обласної організації Спілки журналістів УРСР.
З грудня 1975 року — персональний пенсіонер союзного значення у Львові. Був працівником Львівського історичного музею.

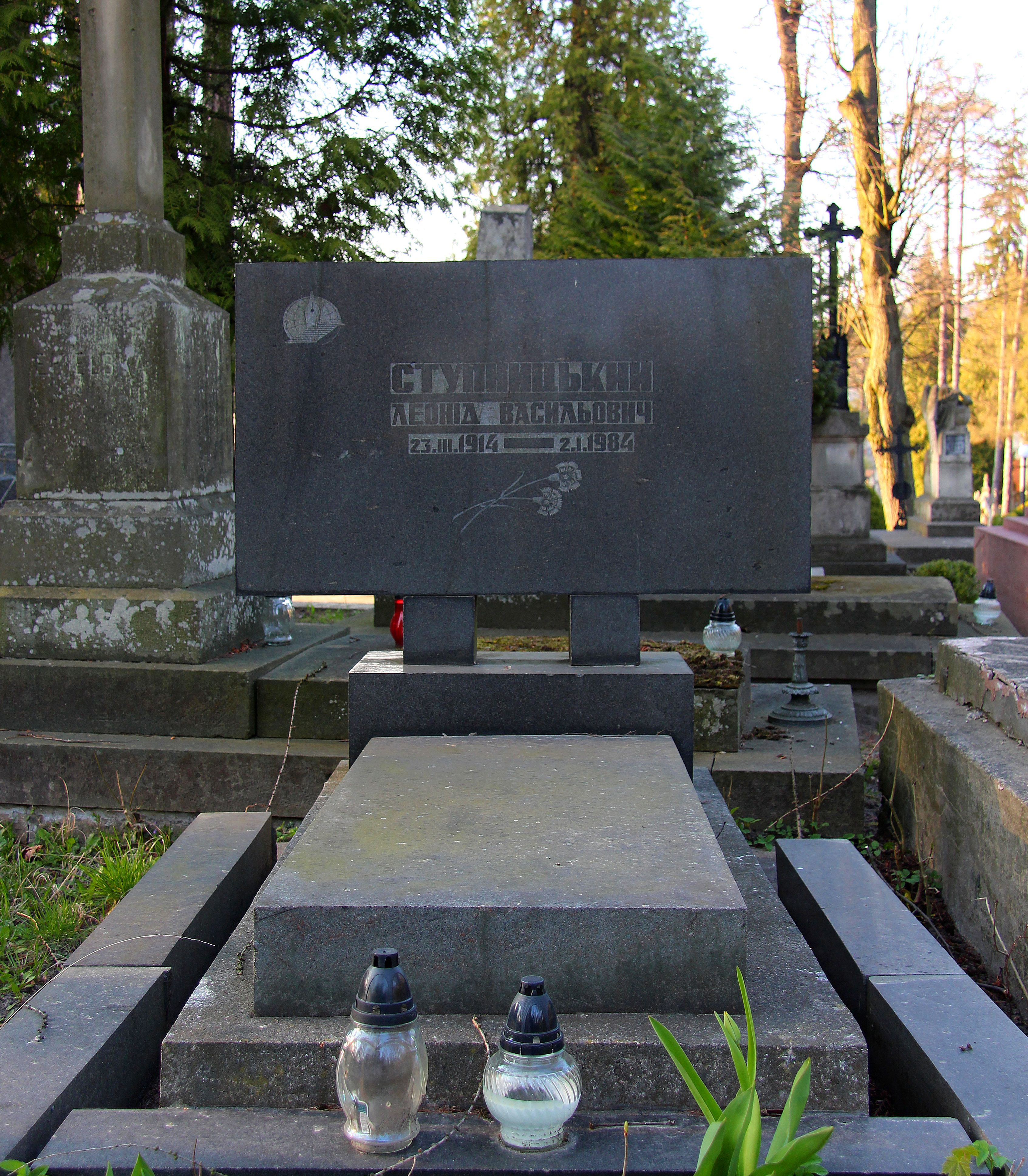

Помер 2 січня 1984 року після важкої хвороби у Львові. Похований на полі № 58 Личаківського цвинтаря у Львові.

## Звання
- капітан
- майор

## Нагороди
- орден Жовтневої Революції
- два ордени Трудового Червоного Прапора
- орден «Знак Пошани» (4.05.1962)
- орден Червоної Зірки (6.06.1945)
- медаль «За перемогу над Німеччиною у Великій Вітчизняній війні 1941—1945 рр.»
- Грамота Президії Верховної Ради Української РСР (6.11.1964)
- заслужений працівник культури Української РСР (1974)